# David B. Norman
David Bruce Norman (ur. 1952) – brytyjski paleontolog, popularyzator paleontologii, dyrektor Muzeum Sedgwick (Sedgwick Museum of Earth Sciences) przy Uniwersytecie Cambridge oraz wykładowca geologii w Christ’s College w Cambridge (jedno z kolegiów Uniwersytetu Cambridge).

## Życiorys
Zajmuje się głównie dinozaurami, przede wszystkim ornitopodami.
Wykazał, że dziób iguanodona był zdolny do ścinania różnych roślin, a nie tylko miękkich, jak sądzono wcześniej, a także że dinozaur ten spędzał większość czasu na czterech kończynach. W 2004 był jednym z paleontologów, którzy dowiedli, iż szuangmiaozaur nie należał do nadrodziny hadrozauroidów, lecz był bazalnym przedstawicielem iguanodontów. Jest jednym z autorów naukowego opisu stegozaura Loricatosaurus w 2008.
Był jednym z autorów pisma „Dinozaury”, wydawanego w Polsce w latach 90. przez wydawnictwo DeAgostini. Na ostatniej stronie magazynu publikowano odpowiedzi Normana na pytania czytelników.

## Wybrane publikacje
- David B. Norman: The Illustrated Encyclopedia of Dinosaurs: An Original and Compelling Insight into Life in the Dinosaur Kingdom. New York: Crescent Books, 1985. ISBN 0-517-468905. Brak numerów stron w książce
- David B. Norman: Basal Iguanodontia. W: David B. Weishampel, Peter Dodson, Halszka Osmólska (red.): The Dinosauria. Wyd. drugie. Berkeley: University of California Press, 2004, s. 413–437. ISBN 0-520-24209-2.
- Richard J. Butler, Paul Upchurch, David B. Norman. The phylogeny of the ornithischian dinosaurs. „Journal of Systematic Palaeontology”. 6 (1), s. 1–40, 2008. (ang.).
- Susannah C.R. Maidment, David B. Norman, Paul M. Barrett, Paul Upchurch. Systematics and phylogeny of Stegosauria (Dinosauria: Ornithischia). „Journal of Systematic Palaeontology”. 6, s. 367–407, 2008. DOI: 10.1017/S1477201908002459. (ang.).